# Nazionale maschile di calcio a 5 del Brasile
La nazionale di calcio a 5 del Brasile è, in senso generale, una qualsiasi delle selezioni nazionali di Calcio a 5 della Confederação Brasileira de Futebol de Salão che rappresentano il Brasile nelle varie competizioni ufficiali o amichevoli FIFA riservate a squadre nazionali.
Il Brasile è considerato la selezione nazionale più forte del mondo: sebbene nelle ultime edizioni della Coppa del Mondo e nell'ultima della Copa América i verdeoro hanno dovuto abbandonare il gradino più alto del podio, la cosiddetta Seleção ha una bacheca piena di trofei internazionali tra cui spiccano in particolar modo diciassette edizioni del massimo trofeo continentale del Sud America, e ben cinque titoli mondiali conquistati dapprima nei campionati del mondo organizzati dalla FIFUSA e successivamente da quelli sotto l'egida della FIFA. In bacheca per il Brasile compaiono anche due titoli di campione panamericano conquistati ai campionati panamericani di calcio a 5 del 1980 e 1984. Il Brasile ha vinto anche entrambe le edizioni dell torneo di calcio a 5 ai Giochi sudamericani nel 2002 e 2006.
Il Brasile da sempre opta per un calcio a 5 dove le individualità giocano un ruolo di primo piano rispetto al gioco collettivo, il Brasile è in assoluto la squadra che ha segnato di più nei campionati mondiali, e detiene anche il record di gol in una medesima partita del mondiale, avendo battuto la nazionale di calcio a 5 guatemalteca per 29-2 durante i mondiali del 2000.
Tra le file della nazionale verdeoro hanno militato molti tra i migliori giocatori del mondo, tra di essi vanno sicuramente ricordati il portiere Beto, capitano della nazionale campione del mondo nel 1982 e portiere delle selezioni campioni sudamericane nel 1971, 1973, 1975, 1976, 1977, 1979 e 1983 oltre che nuovamente campione del mondo nel 1995. A lui si affiancano Carlos Alberto, pivot capace di vincere tre campionati mondiali (unico giocatore); Jackson, miglior giocatore nel 1982; e più recentemente atleti come Manoel Tobias e Falcão, miglior giocatore e miglior marcatore dei mondiali del 2004.

## Risultati recenti

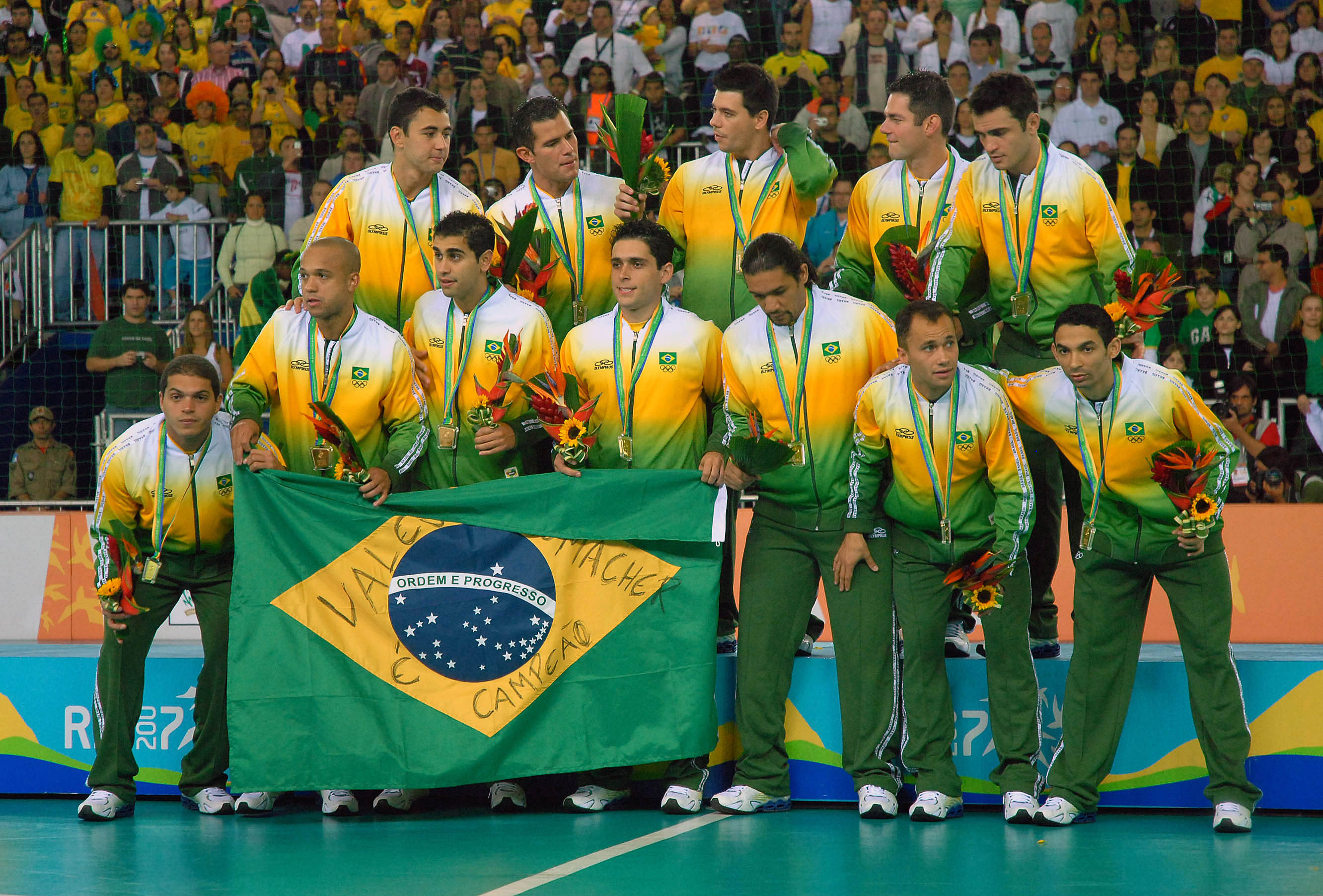
Brasile campione ai giochi panamericani 2007

Il Brasile, dopo le cocenti sconfitte patite nelle due finali del campionato del mondo nel 2000 e nel 2004, durante la Copa América del 2003 ha dovuto lasciare lo scettro continentale per la prima volta dopo 34 anni di dominio. La selezione verdeoro cercherà di riprendersi la supremazia in questo sport nel 2008 quando organizzerà il campionato del mondo che gli è stato assegnato dalla FIFA. In attesa di celebrare il campionato mondiale davanti al proprio pubblico, la selezione verdeoro ha vinto la medaglia d'oro al Torneo dei Giochi Panamericani 2007 disputatosi a Rio de Janeiro dal 23 luglio al 28 luglio.

## Rosa
Aggiornata alla Coppa del Mondo 2021
Allenatore:  Marcos Xavier
| N. | Pos. | Giocatore        | Data di nascita/Età        | Squadra          |
| -- | ---- | ---------------- | -------------------------- | ---------------- |
| 1  | POR  | Guitta           | 11 giugno 1987 (34 anni)   | Sporting Lisbona |
| 2  | POR  | Djony            | 7 giugno 1985 (36 anni)    | BF Magnus        |
| 3  | POR  | Willian          | 17 dicembre 1994 (26 anni) | Joinville        |
| 4  | DIF  | Marlon           | 28 dicembre 1987 (33 anni) | Palma            |
| 5  | LAT  | Bruno            | 10 aprile 1987 (34 anni)   | Ukhta            |
| 6  | LAT  | Dyego Zuffo      | 5 agosto 1989 (32 anni)    | Barcellona       |
| 7  | LAT  | Leandro Lino     | 25 luglio 1995 (26 anni)   | BF Magnus        |
| 8  | LAT  | Leozinho         | 5 dicembre 1998 (22 anni)  | BF Magnus        |
| 9  | PIV  | Vinícius Rocha   | 30 marzo 1995 (26 anni)    | Sporting Lisbona |
| 10 | PIV  | Pito             | 6 novembre 1991 (29 anni)  | Barcellona       |
| 11 | PIV  | Ferrão           | 29 ottobre 1990 (30 anni)  | Barcellona       |
| 12 | LAT  | Arthur Guilherme | 16 maggio 1994 (27 anni)   | Benfica          |
| 13 | LAT  | Gadeia           | 14 giugno 1988 (33 anni)   | Qairat           |
| 14 | DIF  | Rodrigo          | 7 giugno 1984 (37 anni)    | BF Magnus        |
| 15 | DIF  | Lé               | 7 settembre 1984 (37 anni) | Corinthians      |
| 16 | PIV  | Dieguinho        | 22 giugno 1989 (32 anni)   | Joinville        |

## Palmarès

### Campionati mondiali
- La squadra nazionale brasiliana è la più titolata del mondo: ha conquistato due campionati del mondo FIFUSA (1982 e 1985), sei edizioni del Mondiale organizzato dalla FIFA. (1989, 1992, 1996, 2008, 2012 e    2024) ed ha raggiunto un'altra finale nell'edizione 2000. Nel 2004 per la prima volta nella sua storia il Brasile non è giunto ad una finale mondiale, sconfitto in semifinale dalle Furie Rosse spagnole

### Campionati sudamericani
- La squadra nazionale brasiliana è stata a lungo la dominatrice dei campionati sudamericani che nel tempo hanno cambiato denominazione, rappresentando sempre la massima manifestazione continentale. Tra il 1969 ad Asuncion ed il 1989 ad Aracaju i verdeoro hanno vinto dieci titoli continentali. All'avvento della gestione della FIFA e della CONMEBOL, il Brasile non ha perso lo smalto che lo ha sempre contraddistinto, aggiudicandosi altre sette edizioni di quello che è stato ribattezzato Copa America o Taça America. Nel 2003 dopo diciassette titoli consecutivi il Brasile ha dovuto cedere il titolo all'Argentina vincitrice per 1-0.

## Risultati nelle competizioni internazionali

### FIFA Futsal World Cup
| Anno   | Luogo         | Piazzamento      | Pd | V  | N | P | GF  | GS  |
| ------ | ------------- | ---------------- | -- | -- | - | - | --- | --- |
| 1989   | Paesi Bassi   | Campione         | 8  | 5  | 1 | 2 | 33  | 17  |
| 1992   | Hong Kong     | Campione         | 8  | 7  | 1 | 0 | 44  | 17  |
| 1996   | Spagna        | Campione         | 8  | 7  | 1 | 0 | 55  | 16  |
| 2000   | Guatemala     | 2º posto         | 8  | 7  | 0 | 1 | 78  | 14  |
| 2004   | Taipei cinese | 3º posto         | 8  | 7  | 1 | 0 | 48  | 15  |
| 2008   | Brasile       | Campione         | 9  | 8  | 1 | 0 | 64  | 8   |
| 2012   | Thailandia    | Campione         | 7  | 7  | 0 | 0 | 45  | 7   |
| 2016   | Colombia      | Ottavi di finale | 4  | 3  | 1 | 0 | 33  | 9   |
| 2021   | Lituania      | 3º posto         | 7  | 6  | 0 | 1 | 28  | 8   |
| 2024   | Uzbekistan    | Campione         | 7  | 7  | 0 | 0 | 40  | 6   |
| Totale |               | 10/10            | 74 | 64 | 6 | 4 | 468 | 107 |

### Copa América/Taça America
- 1992: Campione
- 1995: Campione
- 1996: Campione
- 1997: Campione
- 1998: Campione
- 1999: Campione
- 2000: Campione
- 2003: Secondo posto
- 2008: Campione
- 2011: Campione
- 2015: Terzo posto
- 2017: Campione
- 2022: Terzo posto
- 2024: Campione

### Grand Prix de Futsal
- 2005: Campione
- 2006: Campione
- 2007: Campione
- 2008: Campione
- 2009: Campione
- 2010: Secondo posto
- 2011: Campione
- 2013: Campione
- 2014: Campione
- 2015: Campione
- 2018: Campione